# Ulpansaari och Vehkasaari
Ulpansaari och Vehkasaari med Vääräsaari, är sammanvuxna öar i sjön Puula och i kommunen Hirvensalmi i landskapet Södra Savolax, i den södra delen av Finland, 200 km norr om huvudstaden Helsingfors. Öns area är 1,17 kvadratkilometer och dess största längd är 2,2 kilometer i sydöst-nordvästlig riktning. Ön är naturreservat.